# Ochrodota funebris
Ochrodota funebris là một loài bướm đêm thuộc phân họ Arctiinae, họ Erebidae.